# アデュカヌマブ
アデュカヌマブ（英: Aducanumab、商品名：アデュヘルム、Aduhelm）は、アルツハイマー病（AD）の治療に用いられる医薬品である。本剤は、アルツハイマー病患者の脳内に見られるアミロイドベータ（Aβ）の凝集体を標的として、その蓄積を抑えるアミロイドベータ指向性モノクローナル抗体である。アメリカ合衆国（米国）のバイオジェン社と日本のエーザイにより開発された。
アデュカヌマブは、米国食品医薬品局（FDA）により2021年6月に医療用として承認された。その際、本剤が有効であるという証拠がないことから、3人のFDAアドバイザーが辞任するという非常に議論を呼ぶ決定がなされた。FDAは、本剤はアルツハイマー病の治療薬として承認された最初の治療法であり、2003年以降、この疾患に対して承認された初めての治法薬であると述べている。
アデュカヌマブの承認は、その有効性を巡る曖昧な臨床試験結果のために議論を呼んでいる。2020年11月、FDAの外部専門家委員会は、アデュカヌマブの重要な試験について、有効性に疑問があることやデータ解析に複数の「危険信号」が見つかったことを理由に、薬の効果を示す「強力な証拠」を示すことができなかったと結論付けた。とはいえ、この薬はFDAの迅速承認制度の下で承認されており、FDAはバイオジェン社に対して、この薬がアルツハイマー病の治療に役立つかどうかを確認するための追跡調査を行うことを要求している。米国監察官は、本剤の承認前の製薬会社とFDAの間のやりとりを調査するよう要請された。

## 医療用途
アデュカヌマブは、アルツハイマー型認知症の治療薬としてFDAに承認されている。2021年7月、米国食品医薬品局（FDA）は、臨床試験で対象となった軽度認知機能障害または軽度認知症の病期の患者に適応を限定した。

## 有害作用
アミロイド関連画像異常（ARIA）は、年に1～2回、脳の磁気共鳴画像によって監視された。
少なくとも2％の患者で報告された最も重篤な有害反応は次の通りである。
- ARIA-E 脳浮腫（患者の35%）- 頭痛、精神状態の変化、錯乱、嘔吐、吐き気、振戦、歩行障害などの症状があらわれることがある[2]。
- 頭痛（21%）[2]
- ARIA-H 微小出血または脳の出血（19%） - 症状には、頭痛、片側の脱力感、嘔吐、痙攣、意識レベルの低下、および頸部硬直が含まれることがある。[2]
- ARIA-H 脳表ヘモジデリン沈着症（英語版） （ヘモジデリン）（15%）[2]
- 転倒（15%）[2]
- 下痢（9%）[2]
- 錯乱/せん妄/精神状態の変化/見当識障害 （8%）[2]

## 歴史
アデュカヌマブは、発見者であるNeurimmune社からライセンスを受けたバイオジェン社によって開発された。
2014年、エーザイはドネペジルの特許切れ（2010年問題）によりジェネリック医薬品にシェアを奪われており、新商品の開発のためバイオジェンに協力を表明した。
2015年3月に、本薬の第2次第I相臨床試験の中間結果が報告された。
2016年8月に、1年間のアデュカヌマブの「毎月の静脈内注入」に基づいた第Ib相試験が発表され、アミロイド斑を測定するための脳スキャンが行われた。バイオジェンは、アデュカヌマブについて、FDAから第II相試験を要求されておらず、また実施していなかったが、この決定は一部の専門家から批判を受けた。第III相試験は、第I相試験の終了後に実施された。第III相試験は2016年9月には進行中だったが、「独立したグループの分析により、試験が『主要評価項目を達成する可能性が低い』ことが示されたため、2019年3月に中止された。」
バイオジェンは、2つの第III相試験の予備データで主要評価項目を満たさないことが示唆されたため、2019年3月に開発を中止した。
2019年10月22日、バイオジェンは、アデュカヌマブのFDA承認プロセスを再開することを発表し、より大きなデータセットの分析により、高用量で投与した場合、薬剤が初期のアルツハイマー病患者の臨床的衰退を抑制することが示されたと述べた。最初のEMERGE試験（NCT02484547）では、投与量別に解析した結果、高用量で投与することにより、プラセボ群に対して23％の減少が認められた。2回目の同一のENGAGE試験では、プラセボ群に比べて有意ではない2％の減少が見られたものの、1回目の結果を再現できなかった。
アデュカヌマブは、2021年6月に米国で医療用として承認された。その後、FDAのアドバイザー3名が辞任し、調査が行われている。

## 社会と文化

### 論議
この薬の承認には賛否両論がある。2020年11月、FDAの外部専門家委員会は、アデュカヌマブの主要な試験において、薬が効いたという「有力な証拠」を示すことができなかったと結論付け、潜在的な安全性の問題とともに、データ分析で見つかった有効性への疑問や、複数の「危険信号」を理由に、FDAにアデュカヌマブを承認しないよう提案した。
この薬は、臨床試験でその有効性について矛盾する結果を得たため、議論の的となった。この承認に対する具体的な批判は以下の通りである。『有効性に関する十分な証拠がない。薬が誤った希望を与えている。高額な費用は患者の財政やメディケア予算に悪影響を及ぼす』。FDAの審査委員会では、1名の委員が不確実で、10名の委員が承認に賛成しなかった。この委員会の3人のメンバー、Aaron Kesselheim、David Knopman、Joel Perlmutterは、委員会の勧告に反してFDAが承認した後に辞任した。Public CitizenとInstitute for Clinical and Economic Reviewは、この承認を批判した。ジョー・マンチン米国上院議員は、この決定を強く批判し、FDAのDr. Janet Woodcock長官代理を「速やかに交代させるべきだ」と訴えた。
患者支援団体は、治療法の選択肢がほとんどない衰弱した疾患に対する新規の薬剤であることから、承認に向けて強力に働きかけた。アルツハイマー病協会、カナダアルツハイマー病協会、アメリカアルツハイマー病財団などの団体もこの決定に賛成した。
日本のアルツハイマー病研究の第一人者である新井平伊は、FDAの承認は患者とその家族を重視した決定で、アルツハイマー病治療のみならず医学全体で画期的だったとコメントしている。ただし、進行抑制効果はわずかであるうえ、アミロイドベータの蓄積が認知症の原因でなく結果である可能性も依然としてあるとの見解を示している。

### 経済性とコスト
薬物治療の費用は年間56,000米ドルと推定されており、バイオジェンの最高経営責任者（CEO）は少なくとも4年間はこの価格を維持すると述べている。適用可能な健康保険および(または)メディケアに加入している患者の場合、この薬剤はTier 5スペシャルティ薬となり、このような治療の自己負担分は年間約11,500米ドルとなる。アミロイドβの存在を検出するためには、最初に脳ポジトロン断層撮影（PETスキャン）を行う必要がある。このスキャンは2013年以降、メディケアの対象外であり、2018年時点で2,250～10,700米ドルの費用がかかると言われている。薬価が高額すぎるために販売も伸び悩んだため、バイオジェンは2021年12月20日に価格を約半分となる28,200米ドルに引き下げることを発表した。

## 研究
アデュカヌマブは、アルツハイマー病 (AD) の治療薬として研究されているヒトIgG1モノクローナル抗体で、主にアミロイドβ（Aβ）凝集体、可溶性オリゴマー、および不溶性原線維に結合する。